# David Rey Fernández
David Rey Fernández (Ferrol, La Coruña, España, 1985) es un poeta y narrador español. Es Licenciado en Derecho por la Universidad de Santiago de Compostela y abogado. Su obra ha recibido la atención de la crítica internacional, así, de él ha escrito la narradora, poeta y crítica paraguaya Delfina Acosta: David Rey inserta permanentemente su “yo” en los poemas. Y ese “yo” altísimo tiene la grandilocuencia de los autores ya consagrados y afirmados como favoritos dentro de la crítica de todos los tiempos.

## Obra poética
Su voz poética, propia y singular, se sitúa al margen de todas las escuelas y tendencias dominantes en la poesía española contemporánea. Es poeta del amor y del desamor, de la vida y de la muerte, de la tristeza y de la alegría; su obra todo quiere abarcarlo y todo lo abarca. En esta poesía, radical y sonora, que entronca con la tradición clásica y que, a la vez, se puebla y llena, con plenitud e incandescencia, de imágenes simbolistas y surrealistas, asistimos al incesante caminar del hombre que se levanta ante las adversidades, sosteniendo su esperanza sobre las sólidas bases del conocimiento de sí mismo. 
De su producción se ha destacado la sorprendente y madurada destreza de sus recursos líricos y la hondura y penetración de su pensamiento. Su poesía ha sido catalogada como de amplio aliento, de honda ambición estética abarcadora del mundo en sus múltiples facetas y con numerosos hallazgos expresivos. Poesía del conocimiento, cargada de humanidad, en la que la naturaleza tiene un papel de relevancia y en la que las más importantes corrientes de pensamiento en la historia de la cultura occidental y oriental se dan cita, y se integran en una visión totalizadora.

## Obra narrativa
Como narrador ha publicado la novela "La noche grita", novela dura, elegante en la singularidad del lenguaje empleado, lenguaje brillante al servicio del fondo. La violencia, la soledad, el miedo, el heroísmo del hombre que resiste ante las adversidades, la presión de grupo, la búsqueda de un sentido en un mundo opresivo y el ruido, como símbolo de la violencia ambiental y de la incomunicación y el aislamiento que se da en nuestras sociedades contemporáneas, y como símbolo también, en un plano más profundo, del ruido de la mente, son temas esenciales de esta obra.
Destaca también como autor de relatos, con el libro "El observador en la ventana".

## Publicaciones

### Poesía
- Las alas de una alondra madrugando (Editorial Hiperión, Madrid, 2009, ISBN 978-84-7517-954-4, 1.ª edición; Amazon Kindle Direct Publishing, Seattle, 2021, ISBN 979-8494707437, ASIN B09JJGVBHW, 2.ª edición, 90 páginas).
- Los contornos ardientes de la tierra (Editorial Gollarín, Caravaca de la Cruz, 2020, ISBN 978-84-934878-9-8, 1.ª edición; Amazon Kindle Direct Publishing, Seattle, 2021, ISBN 979-8481144511, ASIN B09GXFY9PX, 2.ª edición, 68 páginas).

### Narrativa

#### Novela
- La noche grita (Amazon Kindle Direct Publishing, Seattle, 2021, ISBN 979-8460248391, ASIN B09G5GNQM1, 240 páginas).

#### Relatos
- El observador en la ventana (Amazon Kindle Direct Publishing, Seattle, 2022, ISBN 979-8367243239, ASIN B0BQD13SHV, 160 páginas).

### Crítica
- Heroísmo, libertad, amor, dolor y muerte. Algunas reflexiones en torno a "Amor de Perdición", de Camilo Castelo Branco (Revista Trimestral de Análisis Cinematográfico Lumière, n.º 2).

## Premios
- 2009. Premio de Poesía Joven "Antonio Carvajal" (Jurado integrado por Jesús Munárriz, Antonio Chicharro Chamorro, Antonio Sánchez Trigueros, Dionisio Pérez Venegas y José Antonio Ramírez Milena).
- 2019. Premio Internacional de Poesía Mística San Juan de la Cruz (Jurado presidido por Luis Bagué Quílez).
- 2022. Premio de poesía "Hernán Esquío" (concedido por la Sociedad Artística Ferrolana).
- 2023. Finalista del Premio Internacional de Poesía Jovellanos, El Mejor Poema del Mundo.